# Casa Maury-Parés
La casa Maury-Parés és un edifici situat al carrer de Mallorca, 234 de Barcelona.

## Història
El 24 de maig de 1844, Dolors Maury i Parés i Pere Monés i Valls es van casar a la parròquia de Nuestra Señora de Asunción de Baracoa (Cuba), i van tenir nou fills: Dolors (1846), Eulàlia Emília (1847), Pere (1848), Genòbia Jacobina (1851), Adolfina Gabina (1852), Josep Pere (1854), Reparada Júlia (1859), Francesc d'Assís (1861) i Andreu Monés i Maury (1862). El 1897, per breu del papa Lleó XIII, Pere Monés i Maury va rebre el títol de marquès de Casa Maury.
El 1882, ja vídua, Dolors Maury va demanar permís per a construir un edifici d'habitatges de renda segons el projecte del mestre d'obres Josep Artigas i Planes. Amb les obres ja iniciades, es realitzà una segona petició de llicència d'obres per ampliar els cossos annexes i aconseguir una segona planta vidriada, i un front de carrer continu, afegint les entrades de les cavallerisses. La construcció devia durar almenys fins al 1884.
El març i abril del 1922, Víctor Riu demanà dos permisos d’obra consecutius per a ampliar el magatzem del lateral de la parcel·la. El 9 de maig del 1928, Josep Maria Mata i Julià donà l'edifici a les Esclaves del Sagrat Cor de Jesús. El 1930, Amat Maristany demanà permís per a ampliar del vestíbul i la capella. Probablement, en aquest moment es col·locà el paviment de marbre del vestíbul, els balustres del mateix material i es reformaren les escales del pati interior. El 1933, Víctor Riu demanà permís per a tornar a ampliar el magatzem del lateral de la parcel·la, segons el projecte de l'arquitecte Joan Baptista Subirana, membre del GATCPAC. El 1939, s'amplià el pavelló de bugaderia i planxa al terrat del cos principal, a petició de la mare superiora Josefina Dalmau.
El 1941 es denegà el primer projecte per a la construcció de la futura església al lloc del magatzem, que finalment fou inaugurada l'any 1952. Obra de l'arquitecte Eugenio Pedro Cendoya, roman inacabada.
El tercer trimestre del 2021 es va iniciar la reforma de la casa, segons el projecte dels arquitectes Joan Pascual Argenté i Ramon Ausió Mateu, que ha respectat tant la façana com el vestíbul i el pati interior. S'hi han afegit dues plantes més, reculades, i amb el cos lateral envidrat.